# Lauri Ingman

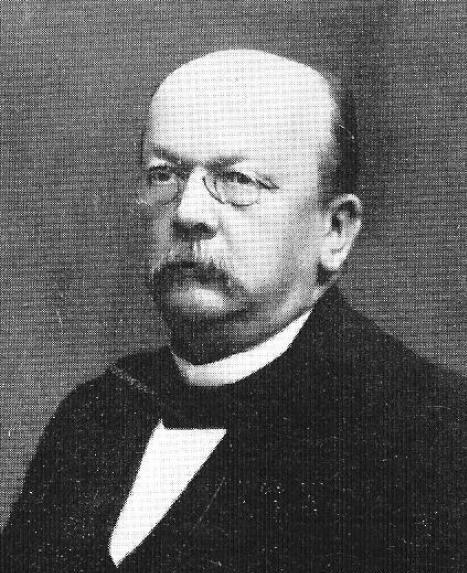
Lauri Ingman, 1930

Lauri Ingman [ˈlɑu̯ri ˈiŋmɑn] (* 30. Juni 1868 in Teuva; † 25. Oktober 1934 in Turku; eigentlich Lars Johannes Ingman) war ein finnischer Theologe und Politiker.
Lauri Ingman war von 1916 bis 1930 Professor für Praktische Theologie an der Universität Helsinki. Er trat 1930 als Nachfolger von Gustaf Johansson das Amt des Erzbischofs von Finnland mit Sitz in Turku (Åbo) an. Als solcher war an der Ausarbeitung des Kirchengesetzes für Finnland und an der Katechismusarbeit maßgeblich beteiligt.
In seinen politischen Ämtern war Ingman ein wichtiger Vertreter der konservativen Nationalen Sammlungspartei. In den 1920er Jahren war er in vier Regierungen als Bildungsminister tätig. Von November 1918 bis April 1919 und von Mai 1924 bis März 1925 war er Ministerpräsident Finnlands. In den Jahren 1907–1919 und 1922–1929 war er zudem Parlamentsabgeordneter.